# Deutsche Schwimmmeisterschaften 1931
Die 46. Deutschen Meisterschaften im Schwimmen fanden 1931 in Königsberg i. Pr.  statt.

## Deutsche Meister
| Disziplin       | Männer          | Männer          | Männer | Frauen          | Frauen              | Frauen |
| Disziplin       | Name            | Verein          | Zeit   | Name            | Verein              | Zeit   |
| --------------- | --------------- | --------------- | ------ | --------------- | ------------------- | ------ |
| 100 m Freistil  | Karl Schubert   | Borsil Breslau  |        | Lotte Kotulla   | Poseidon Beuthen    |        |
| 200 m Freistil  | Karl Schubert   | Borsil Breslau  |        |                 |                     |        |
| 400 m Freistil  | Raimund Deiters | Sparta Köln     |        |                 |                     |        |
| 1500 m Freistil | Karl Bode       | Hildesheim      |        |                 |                     |        |
| 200 m Brust     | Karl Wittenberg | Poseidon Berlin |        | Gerda Suchardt  | Nixe Charlottenburg |        |
| 100 m Rücken    | Gerhard Deutsch | Borsil Breslau  |        | Friedel Strubel | Berliner SC         |        |